# Тимон и Пумба (сериал)
„Тимон и Пумба“ (на английски: Timon & Pumbaa) е американски анимационен сериал, създаден от Walt Disney Television Animation. Базиран на анимационния филм „Цар лъв“ през 1994 г., сюжетът на сериала се развива между суриката Тимон и брадавичестата свиня Пумба.
Ърни Сабела повтаря ролята си на Пумба в целите епизоди на сериала, докато Нейтън Лейн озвучава Тимон в ранните епизоди.
Сериалът се излъчва за три сезона по CBS, Toon Disney, и в различни канали като част от The Disney Afternoon Премиерата на сериала е на 8 септември 1995 г. и приключва на 24 септември 1999 г.

## Актьорски състав
- Ърни Сабела – Пумба
- Нейтън Лейн – Тимон (ранни епизоди)
- Куинтън Флин – Тимон (сезон 1)
- Кевин Шон – Тимон (сезони 2-3)
- Кам Кларк – Симба
- Робърт Гийом – Рафики
- Едуард Хибърт – Зазу
- Трес Макнийл – Шензи
- Роб Полсън – Банзай
- Джим Къмингс – Ед
- Кори Бъртън – Спийди
- С. Скот Бълок – Фред
- Брад Гарет – Шефът Бобър
- Чарли Адлър – Ъруин

## В България
В България сериалът се излъчва по Канал 1 на БНТ в рубриката „Уолт Дисни представя“ през 1998 г. с нахсинхронен дублаж.
| Роля          | Изпълнител                                             |
| ------------- | ------------------------------------------------------ |
| Тимон         | Георги Стоянов                                         |
| Пумба         | Георги Спасов                                          |
| Шензи         | Даринка Митова                                         |
| Други гласове | Елена Русалиева Васил Бинев Георги Тодоров Цанко Тасев |

| Обработка   | Продуцентско направление „Кино“ |
| ----------- | ------------------------------- |
| Редактор    | Веселина Пършорова              |
| Тонрежисьор | Николай Пефев                   |